# ホンダ・ウェーブ

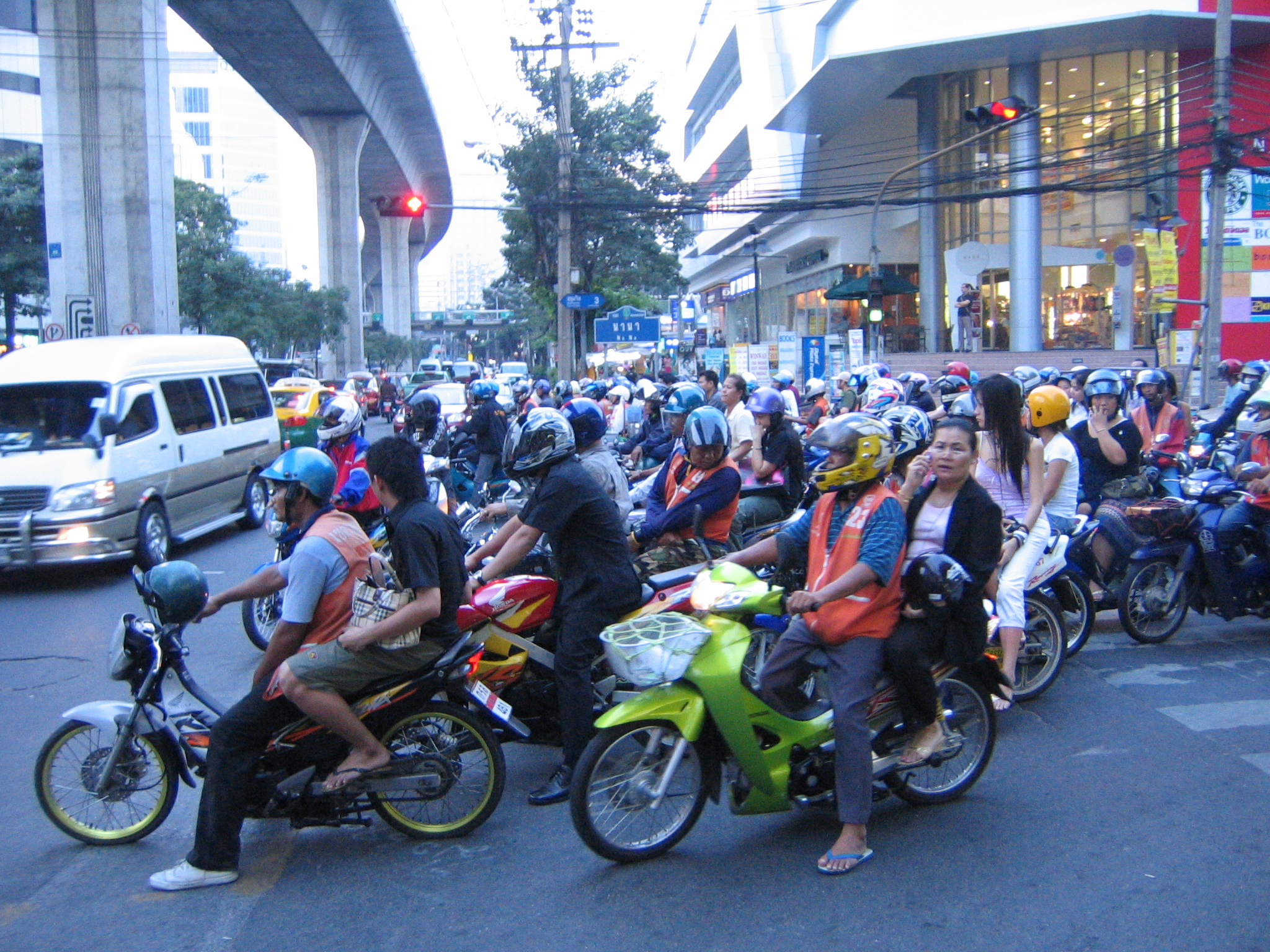
バンコク市内のウェーヴ。

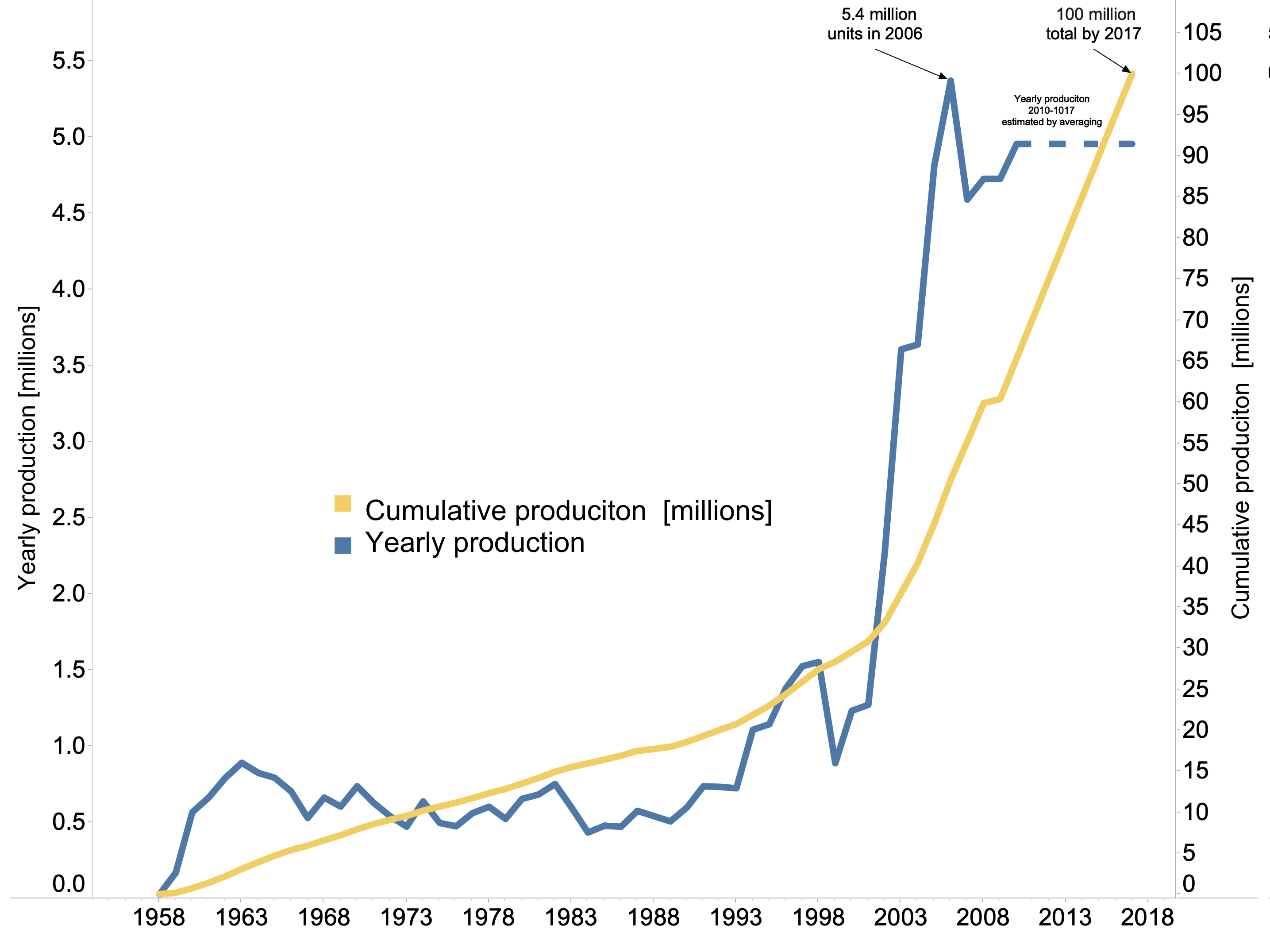
スーパーカブ・シリーズの生産台数。青線は各年の生産台数、黄線は累計生産台数。

ウェーブ（英: Wave）は、本田技研工業が製造する自動二輪車である。
本田技研工業では「Wave」をスーパーカブの一類系としており、カブタイプと称する事もある。スーパーカブ・シリーズの累計生産台数にも合算している。
仕向地により、仕様のみならず販売呼称が異なる場合も散見されるが、本項では販売呼称が「Wave」とされた機種を中心に、販売呼称が異なる派生車にも触れる。

## 開発
本田技研工業は、タイ王国での「Dream」の販売好調を見て、このセグメントの可能性に期待し、より現代的な意匠の機種の投入を決め、開発を始めた。意匠に自由度を確保するため、車台を鋼板プレス製から鋼管製に改め、剛性を確保するため後部は角断面とした。
1997年に世界で初めて、タイで「Wave 100」として発売され、その後は国際戦略車として、東南アジアをはじめ、中南米などで製造もしくは組み立てられ、販売されている。

## アジア

### タイ
タイ王国における本田技研工業の現地法人であるタイホンダカンパニー・リミテッド（泰: สำหรับ บริษัท ไทยฮอนด้า จำกัด）が、製造販売している。2022年7月現在の販売車種は、「Wave 110i」及び「Wave 125i」である。
1997年（仏暦2540年）に世界で初めてとなる「Wave」を発売以来、2018年末の時点で、タイの自動二輪車市場でベストセラーを継続している。2019年（仏暦2562年）末までの累計販売台数は15,277,287台である。
1997年（仏暦2540年）に、4ストロークの総排気量約100ccのエンジンを搭載する「Wave 100」を発売した。タイで販売される自動二輪車としては初めて、座席下に「U-BOX」と呼ばれる収納空間が設けられた。
1999年（仏暦2542年）に、総排気量を約110ccに拡大したエンジンを搭載する一部改良が施され、「Wave 110」として発売された。1999年型とされ、キック式始動装置、ドラム式前輪制動装置及びワイヤースポーク・ホイール装着車（NF110X）と、セルフ式（キック式併設）始動装置、ドラム式前輪制動装置及びワイヤースポーク・ホイール装着車（NF110MX）の2種がある。
「Wave 110」の2000年型を発売した。キック式始動装置、ドラム式前輪制動装置及びワイヤースポーク・ホイール装着車（NF110Y）と、セルフ式（キック式併設）始動装置、ドラム式前輪制動装置及びワイヤースポーク・ホイール装着車（NF110MY）の2種がある。
2001年（仏暦2544年）
2月に「Wave 110」を大幅改良し、2001年型として発売した。キック式始動装置、ドラム式前輪制動装置及びワイヤースポーク・ホイール装着車（NF110B1）、セルフ式（キック式併設）始動装置、ドラム式前輪制動装置及びワイヤースポーク・ホイール装着車（NF110MB1）、キック式始動装置、ディスク式前輪制動装置及びワイヤースポーク・ホイール装着車（NF110TB1）、セルフ式（キック式併設）始動装置、ディスク式前輪制動装置及びワイヤースポーク・ホイール装着車（NF110MTB1）の4種がある。
12月に、4ストロークの総排気量約125ccのエンジンを搭載する「Wave 125」を、2002年（仏暦2545年）から発売すると発表した。価格は40,500THB。
2002年（仏暦2545年）
6月に、30,000THBを切る低価格車「Wave 100」を発売した。価格は29,800THB。「Wave 100」の開発は、ベトナムに安価な中国製模造車が流入し始めた1999年から始まった。後に「中国ショック」とも呼ばれるベトナムでの安価な中国模造車の氾濫が、タイにも起った場合に備え、コスト面で対抗し得る対策を予め講じておくことが目的だった。先ず取り掛かったのが設計開発段階でのコスト削減で、従来は設計後に部品を調達していたが、設計が要求する品質を満たすために調達価格面で妥協する事例があった。そこで熊本製作所の支援を得て、調達できる部品に合わせて設計することに改めた。加えてサプライヤに部品購買価格を3割引き下げることを要求した。これらの取り組みで、2002年に「Wave 110」より約3割安価な「Wave 100」が発売されるに至った。ベトナムの「Wave α」で採用された中国製製品の使用も検討されたが、品質（クオリティ）がタイの購買層に受け入れられる水準になく、不良発生率が3割に達するなどの理由で見送られた。現地サプライヤは要求に応え、「Wave 100」用部品の現地調達率は98%と高水準となった。
2003年（仏暦2546年）
2月14日に、「Wave 125」と「Wave 125S」を一部改良し発表した。価格は「Wave 125」のキック式始動装置装着車が41,500THB。
3月に開催されたバンコク国際モーターショー（泰: งานบางกอก อินเตอร์เนชั่นแล มอเตอร์โชว์）で、電子制御燃料噴射装置（PGM-FI）を搭載した「Wave 125i」を発表した。
4月には総排気量97cm3の4ストローク・エンジンを搭載、マニュアルクラッチを採用するなど機能を簡素化した、28,000THBを切る低価格車「Wave Z」を発売した。価格は27,500THBからで、ドラム式前輪制動装置及びワイヤースポーク・ホイール装着車（NF100TK）と、ディスク式前輪制動装置及びワイヤースポーク・ホイール装着車（NF100TR）がある。「Wave Z」の開発では、「Wave 100」での取り組みをさらに深化させた。国際価格圧力を顕在化させるため、本田技研工業の中国における合弁会社である新大洲本田摩托有限公司（中: 新大洲本田摩托有限公司）の部品調達価格をベンチマークに設定し、調達先選定に競争入札を導入した。これにより、企業系列や生産国によって得ていた利点は失われ、中国製部品も採用された。しかし現地サプライヤは要求に応え、「Wave Z」用部品の現地調達率は95%と高水準を維持した。
7月28日には「Wave 125i」を8月8日に発売すると発表された。価格は49,500THBから。
2003年のタイにおける二輪車総販売台数で、「Wave 100」がシェア42.1%となる744,613台で首位、「Wave 125」がシェア10.3%となる182,428台で2位、廉価な「Wave Z」は順位こそ4位だがシェア5.7%の101,587台に止まった。
2004年（仏暦2547年）
タイ国内における前照灯の常時点灯機構搭載義務化に先立ち、タイの自動二輪車で初めて「Wave 125」に搭載した。
2004年のタイにおける二輪車総販売台数で「Wave 100」が827,873台で首位、「Wave 125R」が314,488台で2位、廉価な「Wave Z」は順位こそ3位だが117,406台に止まった。
2005年（仏暦2548年）
6月16日に新機種「Wave 125R」を発売した。
2007年（仏暦2550年）

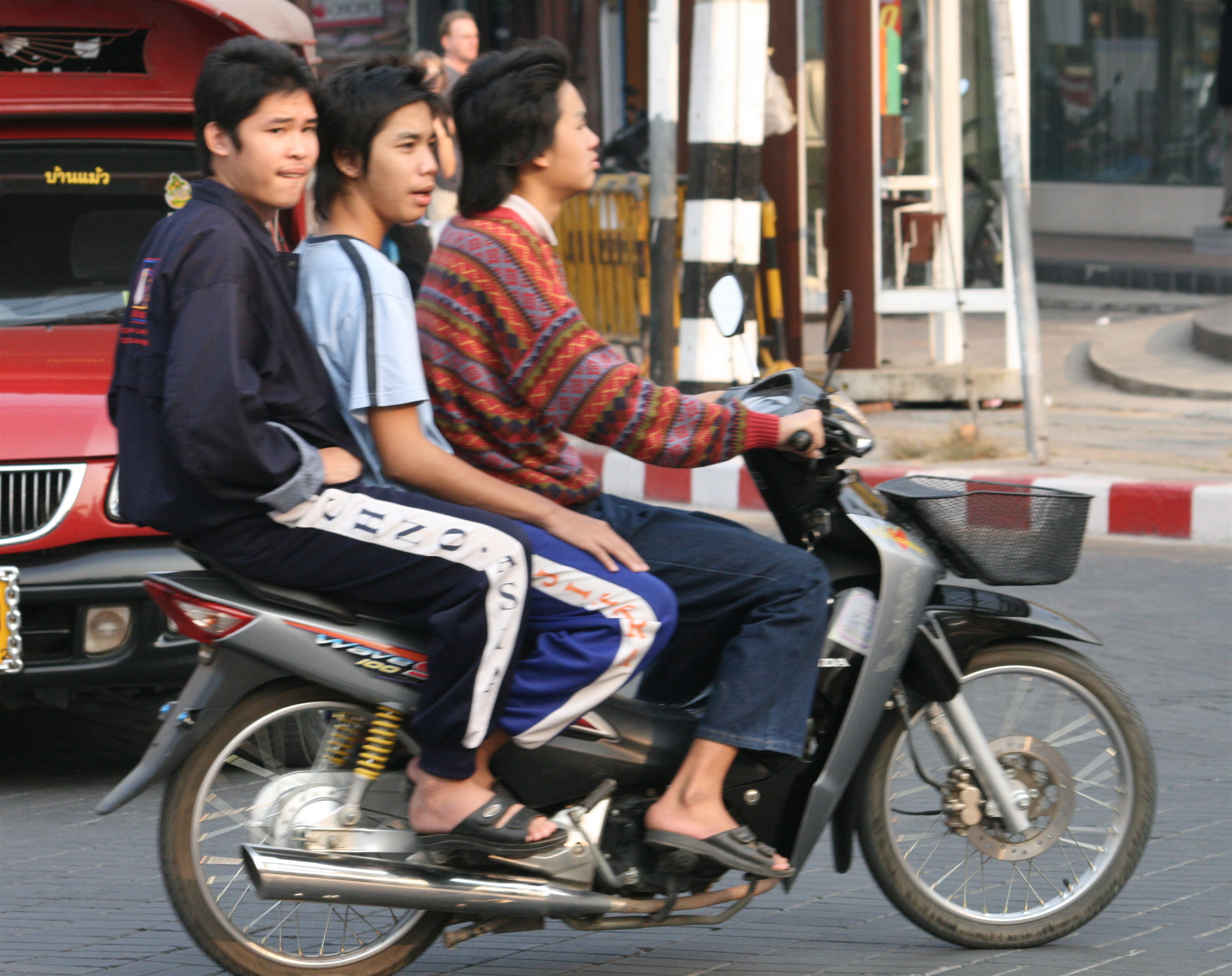
乗車定員外でタイの街を走る「Wave」。

5月3日に新機種「Wave 100X」を5月17日に発売すると発表した。
「Wave 125 X」を発売した。
2007年のタイにおける二輪車総販売台数で、「Wave 100」及び「Wave 110」がシェア37.1%となる443,598台で首位、「Wave 100X」がシェア3.6%となる42,988台で5位、「Wave 125X」がシェア3.5%となる42,259台で7位だった。
2008年（仏暦2551年）
2008年のタイにおける二輪車総販売台数で、「Wave 100」及び「Wave 110」がシェア32.1%となる446,620台で首位、「Wave 100X」がシェア6.6%となる91,730台で5位、「Wave 125X」がシェア5.2%となる71,892台で6位、「Wave 125I」がシェア2.6%となる36,673台で8位だった。
2009年（仏暦2552年）

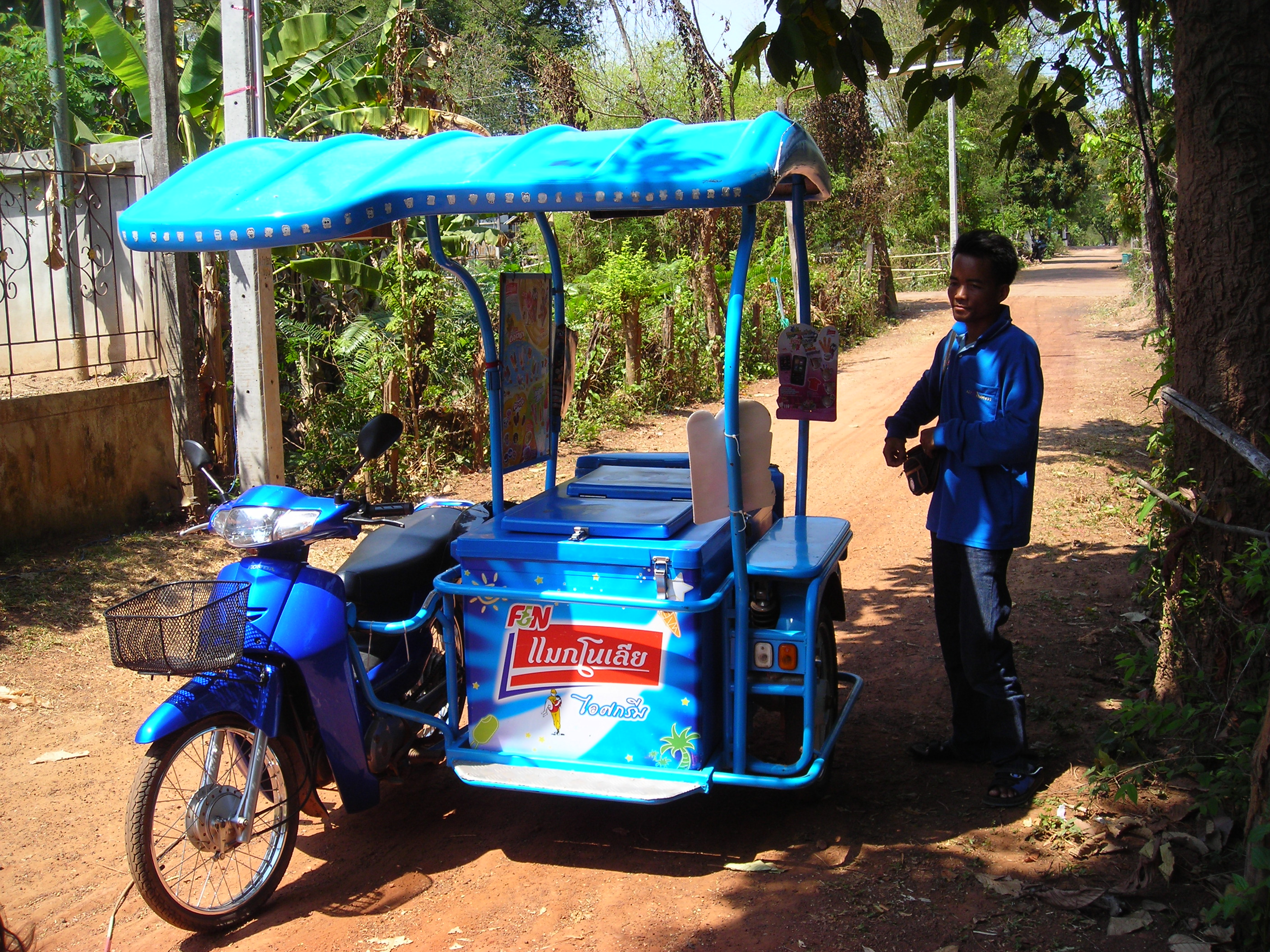
側車にアイスクリームを載せる行商の「Wave」。

1月10日に「Wave 110i」を発表した。電子制御燃料噴射装置（PGM-FI）を搭載する。キック式始動装置、ドラム式前輪制動装置及びワイヤースポーク・ホイール装着車、キック式始動装置、ディスク式前輪制動装置及びワイヤースポーク・ホイール装着車、セルフ式（キック式併設）始動装置、ディスク式前輪制動装置及びワイヤースポーク・ホイール装着車の3種がある。
2010年（仏暦2553年）
2月10日に、電子制御燃料噴射装置（PGM-FI）と無段変速機（CV-Matic）を採用した「Wave 110i AT（NCF110STA）」を、エー・ピー・ホンダカンパニー･リミテッドが3月から発売すると発表した。価格は44,900THBから。
2011年（仏暦2554年）
この年のタイにおける自動二輪車の総登録台数は2,007,080台で、車種別では「Wave i」が首位の774,539台だった。
「Wave 110i」の2011年型を発売した。キック式始動装置、ドラム式前輪制動装置及びワイヤースポーク・ホイール装着車（AFS110KDFB）、キック式始動装置、ディスク式前輪制動装置及びワイヤースポーク・ホイール装着車（AFS110KSFB）、セルフ式（キック式併設）始動装置、ディスク式前輪制動装置及びワイヤースポーク・ホイール装着車（AFS110MSFB）の3種である。
「Wave 110i」の2012年型を発売した。キック式始動装置、ドラム式前輪制動装置及びワイヤースポーク・ホイール装着車（AFS110KDFC）、キック式始動装置、ディスク式前輪制動装置及びワイヤースポーク・ホイール装着車（AFS110KSFC）、セルフ式（キック式併設）始動装置、ディスク式前輪制動装置及びワイヤースポーク・ホイール装着車（AFS110MSFC）の3種である。
「Wave 125i」の2012年型を発売した。キック式始動装置、ディスク式前輪制動装置及びワイヤースポーク・ホイール装着車（AFS125KSFC）と、セルフ式（キック式併設）始動装置、ディスク式前輪制動装置及びワイヤースポーク・ホイール装着車（AFS125MSFC）の2機種である。
2013年（仏暦2556年）
外装など大幅改良された「Wave 110i」及び「Wave 125i」を発売した。
「Wave 110i」の2013年型を発売した。キック式始動装置、キック式始動装置、ドラム式前輪制動装置及びワイヤースポーク・ホイール装着車（AFS110KDFD）、キック式始動装置、ディスク式前輪制動装置及びワイヤースポーク・ホイール装着車（AFS110KSFD）、セルフ式（キック式併設）始動装置、ディスク式前輪制動装置及びワイヤースポーク・ホイール装着車（AFS110MSFD）の3種である。
「Wave 125i」の2013年型を発売した。キック式始動装置、ディスク式前輪制動装置及びワイヤースポーク・ホイール装着車（AFS125KSFD）と、セルフ式（キック式併設）始動装置、ディスク式前輪制動装置及びワイヤースポーク・ホイール装着車（AFS125MSFD）の2機種である。
11月には「Wave 110i」の2014年型を発売した。キック式始動装置、ドラム式前輪制動装置及びワイヤースポーク・ホイール装着車（AFS110KDFE）、キック式始動装置、ディスク式前輪制動装置及びワイヤースポーク・ホイール装着車（AFS110KSFE）、セルフ式（キック式併設）始動装置、ディスク式前輪制動装置及びワイヤースポーク・ホイール装着車（AFS110MSFE）、セルフ式（キック式併設）始動装置、ディスク式前輪制動装置及びキャストホイール装着車（AFS110MCFE）の4種である。
「Wave 125i」の2014年型を発売した。キック式始動装置、ディスク式前輪制動装置及びワイヤースポーク・ホイール装着車（AFS125KSFE）、セルフ式（キック式併設）始動装置、ディスク式前輪制動装置及びワイヤースポーク・ホイール装着車（AFS125MSFE）と、セルフ式（キック式併設）始動装置、ディスク式前輪制動装置及びキャストホイール装着車（AFS125CSFE）の3機種である
「Wave 110i」の2015年型を発売した。キック式始動装置、ドラム式前輪制動装置及びワイヤースポーク・ホイール装着車（AFS110KDFF）、キック式始動装置、ディスク式前輪制動装置及びワイヤースポーク・ホイール装着車（AFS110KSFF）、セルフ式（キック式併設）始動装置、ディスク式前輪制動装置及びワイヤースポーク・ホイール装着車（AFS110MSFF）、セルフ式（キック式併設）始動装置、ディスク式前輪制動装置及びキャストホイール装着車（AFS110MCFF）の4種である。
「Wave 125i」の2016年型を発売した。キック式始動装置、ディスク式前輪制動装置及びワイヤースポーク・ホイール装着車（AFS125KSFG）、セルフ式（キック式併設）始動装置、ディスク式前輪制動装置及びワイヤースポーク・ホイール装着車（AFS125MSFG）、セルフ式（キック式併設）始動装置、ディスク式前輪制動装置及びキャストホイール装着車（AFS125CSFG）の3機種である。
「Wave 110i」の2017年型を発売した。キック式始動装置、ドラム式前輪制動装置及びワイヤースポーク・ホイール装着車（AFS110KDFH）、キック式始動装置、ディスク式前輪制動装置及びワイヤースポーク・ホイール装着車（AFS110KSFH）、セルフ式（キック式併設）始動装置、ディスク式前輪制動装置及びワイヤースポーク・ホイール装着車（AFS110MSFH）、セルフ式（キック式併設）始動装置、ディスク式前輪制動装置及びキャストホイール装着車（AFS110MCFH）の3機種である。
「Wave 125i」の2017年型を発売した。キック式始動装置、ディスク式前輪制動装置及びワイヤースポーク・ホイール装着車（AFS125KSFH）、セルフ式（キック式併設）始動装置、ディスク式前輪制動装置及びワイヤースポーク・ホイール装着車（AFS125MSFH）、セルフ式（キック式併設）始動装置、ディスク式前輪制動装置及びキャストホイール装着車（AFS125CSFH）の4機種である。
2018年（仏暦2561年）
「Wave 110i」の2018年型を発売した。キック式始動装置、ドラム式前輪制動装置及びワイヤースポーク・ホイール装着車（AFS110KDFJ）、キック式始動装置、ディスク式前輪制動装置及びワイヤースポーク・ホイール装着車（AFS110KSFJ）、セルフ式（キック式併設）始動装置、ディスク式前輪制動装置及びワイヤースポーク・ホイール装着車（AFS110MSFJ）、セルフ式（キック式併設）始動装置、ディスク式前輪制動装置及びキャストホイール装着車（AFS110MCFJ）の4種である。
8月2日に大幅改良された「Wave 125i」の2019年型を発売した。EU圏内統一排出ガス規制のEURO4に対応した。ディスク式前輪制動装置を標準で装備している。推奨価格は、キック式始動装置及びワイヤースポーク・ホイール装着車（AFS125MSFK）が52,800THB、セルフ式（キック式併設）始動装置及びキャスト・ホイール装着車（AFS125CSFK）が55,000THBである。競合車であるヤマハ発動機のFinn 115iよりも完成度が高いとしている。
2019年（仏暦2562年）
1月13日に「Wave 110i」を大幅改良し、2019年型として1月17日から発売すると発表した。推奨価格は、キック式始動装置、ドラム式前輪制動装置及びワイヤースポーク・ホイール装着車（AFS110KDFK）が36,500THB、キック式始動装置、ディスク式前輪制動装置及びワイヤースポーク・ホイール装着車（AFS110KSFK）が39,900THB、セルフ式（キック式併設）始動装置、ディスク式前輪制動装置及びワイヤースポーク・ホイール装着車（AFS110MSFK）が42,900THB、セルフ式（キック式併設）始動装置、ディスク式前輪制動装置及びキャストホイール装着車（AFS110MCFK）が44,900THBである。
11月21日に「Wave 125i」の2020年型を発売した。セルフ式（キック式併設）始動装置及びディスク式前輪制動装置を標準で装備している。推奨価格は、ワイヤースポーク・ホイール装着車（AFS125MSFL）が53,400THB、キャスト・ホイール装着車（AFS125CSFL）が55,600THBである。
11月27日に「Wave 110i」の2020年型を発売した。推奨価格は、キック式始動装置、ドラム式前輪制動装置及びワイヤースポーク・ホイール装着車（AFS110KDFL）が36,830THB、キック式始動装置、ディスク式前輪制動装置及びワイヤースポーク・ホイール装着車（AFS110KSFL）が40,300THB、セルフ式（キック式併設）始動装置、ディスク式前輪制動装置及びワイヤースポーク・ホイール装着車（AFS110MSFL）が43,200THB、セルフ式（キック式併設）始動装置、ディスク式前輪制動装置及びキャストホイール装着車（AFS110MCFL）が45,200THBである。
この年のタイにおける自動二輪車の総登録台数は1,729,755台で、車種別では「Wave 110i」は首位の616,655台、「Wave 125i」は153,574台で3位だった。
2021年（仏暦2564年）
1月7日に「Wave 110i」を全面改良し2021年型として発売した。新設計のフレームにより、燃料タンクの容量が5Lに、座席下の「U-BOX」と呼ばれる収納空間の容量が10Lに拡大、ロング・ストローク化した「Honda Smart Engine」と呼ばれる新エンジンに換装し、燃料計等に液晶表示器を採用した。推奨価格は、キック式始動装置、ドラム式前輪制動装置及びワイヤースポーク・ホイール装着車（AFS110KDFM）が36,900THB、キック式始動装置、ディスク式前輪制動装置及びワイヤースポーク・ホイール装着車（AFS110KSFM）が40,600THB、セルフ式（キック式併設）始動装置、ディスク式前輪制動装置及びワイヤースポーク・ホイール装着車（AFS110MSFM）が43,500THB、セルフ式（キック式併設）始動装置、ディスク式前輪制動装置及びキャスト・ホイール装着車（AFS110MCFM）が45,500THB。
4月6日に「Wave 125i」の2021年型を発売した。セルフ式（キック式併設）始動装置及びディスク式前輪制動装置を標準で装備している。推奨価格は、ワイヤースポーク・ホイール装着車（AFS125MSFM）が53,800THB、キャスト・ホイール装着車（AFS125CSFM）が56,000THBである。
この年のタイにおける自動二輪車の総登録台数は1,611,078台で、車種別では「Wave 110i」は首位の530,408台、「Wave 125i」は192,979台で2位だった。
2022年（仏暦2565年）
3月1日に「Wave 110i」の2022年型を発売した。推奨価格は、キック式始動装置、ドラム式前輪制動装置及びワイヤースポーク・ホイール装着車（AFS110KDFN）が37,400THB、キック式始動装置、ディスク式前輪制動装置及びワイヤースポーク・ホイール装着車（AFS110KSFN）が41,000THB、セルフ式（キック式併設）始動装置、ディスク式前輪制動装置及びワイヤースポーク・ホイール装着車（AFS110MSFN）が44,000THB、セルフ式（キック式併設）始動装置、ディスク式前輪制動装置及びキャスト・ホイール装着車（AFS110MCFN）が46,000THB。しかし5月20日に、「Wave 110i」の2022年型を仕様変更して再発売した。部品不足の影響で燃料計等に使用していた液晶表示器を廃したことによる。推奨価格も改訂され、キック式始動装置、ドラム式前輪制動装置及びワイヤースポーク・ホイール装着車（AFS110KDFN）が37,100THB、キック式始動装置、ディスク式前輪制動装置及びワイヤースポーク・ホイール装着車（AFS110KSFN）が40,800THB、セルフ式（キック式併設）始動装置、ディスク式前輪制動装置及びワイヤースポーク・ホイール装着車（AFS110MSFN）が43,700THB、セルフ式（キック式併設）始動装置、ディスク式前輪制動装置及びキャスト制動装置及びキャスト・ホイール装着車（AFS110MCFN）が45,700THBとなった。

### ベトナム
ベトナム社会主義共和国においては、本田技研工業の合弁会社であるホンダベトナムカンパニー・リミテッド（越: Công ty Honda Việt Nam・HVN）が製造販売している。2022年7月現在の販売車種は「Wave Alpha 110cc」と「Wave RSX FI 110」である。
2002年
安価な中国製模造車が流入した「中国ショック」に対処するため、1月19日に「Wave α」の生産を開始し同日発売すると発表した。販売価格は1,099万VNDで、年間販売計画台数は20万台とした。「Wave α」は、タイのホンダR&Dサウスイーストアジア（泰: ?????? ??????????? ??????????? ??????）などにより、「Wave」をベースに開発された。ベトナム市場とフィリピン市場に特化させ、地場企業の部品や中国製部品を採用するなど徹底したコストダウンを図り、従来品の三分の一の価格を実現した。
6月には、フィリピン向けに「Wave α」をノックダウン・キットとして輸出を開始すると発表、同国への同年の輸出は7,000台を見込んでいるとした。これは、HVNからの自動二輪車輸出の初めての例となった。
2003年
2003年のHVNの販売総数の8割を「Wave α」が占めた。
2003年の「Wave α」の輸出台数は49,241台で、そのうちフィリピンへは32,800台だったと発表した。
2004年
4月に「Wave α+」を発売した。総排気量97cm3の4ストローク・エンジンを搭載し、車体後部に荷台が装着している。統一小売価格は付加価値税込み1,330万VND。
8月6日には「Wave α」の塗色を追加し、同月9日から発売すると発表した。価格は付加価値税込み1,290万VND。
11月には新機種「Wave ZX」を発表した。総排気量97cm3の4ストローク・エンジンを搭載し、ディスク式前輪制動装置を標準で装備する。価格は付加価値税込み1,440万VND。
2005年
11月21日に「Wave ZX」の後継機種として、「Wave RS」を28日から発売すると発表した。
12月28日には「Wave α」を一部改良し発売すると発表した。
2006年
6月15日に「Wave RS」にロードレース世界選手権シリーズのMotoGPクラスに出場しているレプソル・ホンダ・チームのカラーを施した、「Wave RSV」を発表した。希望小売価格は付加価値税込1,690万VND。
7月20日に新機種「Wave 1」を発売した。希望小売価格は「Wave α」より安価の付加価値税込み1,190万VNDで、総排気量97cm3の4ストローク・エンジンを搭載する。
10月23日には「Wave100S」を発表した。「Wave100S」はHVNの創立10周年記念モデルで、2007年2月頃までの期間限定販売とされた。
2007年
3月23日に「Wave RS」を塗色変更し、付加価値税込1,490万VND で25日に発売すると発表した。
5月18日には「Wave 100S」を「Wave S」と改め、付加価値税込1,490万VND（推奨小売価格）で再発売した。総排気量97cm3の4ストローク・エンジンを搭載する。2006年の「Wave 100S」とは仕様が異なる。
6月25日には「Wave α」の塗色に黒色が追加され、「Wave α」は全7色となった。付加価値税込1,290万VND。
11月16日には、「Wave S」をEU圏内統一排出ガス規制のEURO2に対応させる一部改良するとともに、前輪制動装置にドラム式を採用した機種を追加した。ドラム式前輪制動装置採用車は付加価値税込1,430万VND、ディスク式前輪制動装置採用車は付加価値税込1,490万VND。
11月23日には「Wave α」を一部改良し、EU圏内統一排出ガス規制のEURO2に対応させた。価格は付加価値税込1,290万VNDに据え置かれた。
12月23日には「Wave RS」を一部改良し、EU圏内統一排出ガス規制のEURO2に対応させるとともに、ワイヤースポーク・ホイールを採用した機種を追加した。キャスト・ホイール採用車は付加価値税込1,690万VND、ワイヤースポーク・ホイール採用車は付加価値税込1,490万VND。
2008年
4月4日に「Wave RSX」を5日から発売すると発表した。EU圏内統一排出ガス規制のEURO2にも対応している。希望小売価格は、キャスト・ホイール採用車が付加価値税込1,790万VND、ワイヤースポーク・ホイール採用車が付加価値税込1,590万VND。また、「Wave RSX」にレプソル・ホンダ・チームのカラーを施した「Wave RSV」も同時発売する。希望小売価格は、付加価値税込1,830万VND。
7月26日には「Wave α」の塗色を変更し発売した。希望小売価格は、付加価値税込1,390万VND。
2009年

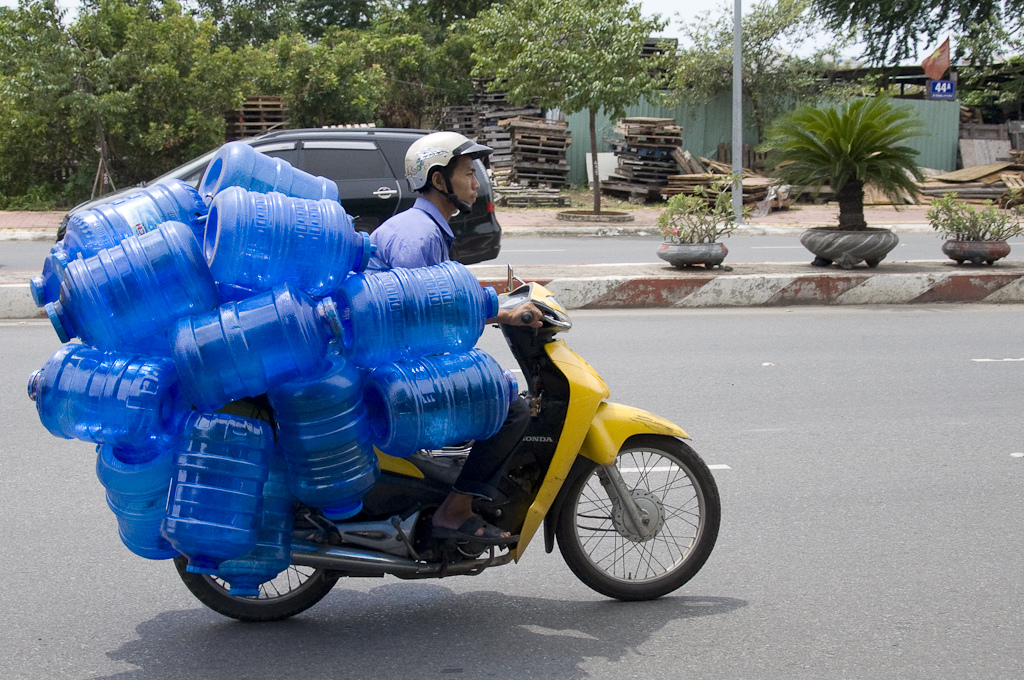
ホーチミンの街を走る過積載の「Wave」。

5月9日に「Wave S」と「Wave RS」を総排気量109.1cm3の4ストローク・エンジンを搭載した「Wave 110S」と「Wave 110RS」に置き換え、同月11日から発売すると発表した。EU圏内統一排出ガス規制のEURO2にも対応している。「Wave 110S」の希望小売価格は、ドラム式前輪制動装置及びワイヤースポーク・ホイール採用車が付加価値税込1,499万VND、ディスク式前輪制動装置及びワイヤースポーク・ホイール採用車が付加価値税込1,599万VND。「Wave 110RS」の希望小売価格は、ディスク式前輪制動装置及びワイヤースポーク・ホイール採用車が付加価値税込1,599万VND、ディスク式前輪制動装置及びキャスト・ホイール採用車が付加価値税込1,799万VND。
10月3日には「Wave RSX」を総排気量109.1cm3の4ストローク・エンジンを搭載するなど大幅改良し、「Wave 110RSX」として発売した。EU圏内統一排出ガス規制のEURO2にも対応している。希望小売価格は、ワイヤースポーク・ホイール採用車が付加価値税込1,699万VND、キャスト・ホイール採用車が付加価値税込1,899万VND。
12月31日に「Wave α（Wave Alpha）」を一部改良し発売すると発表した。希望小売価格は付加価値税込みで1,369万VND。
2010年
3月28日に、電子制御燃料噴射装置（PGM-FI）と無段変速機（CV-Matic）を採用した「Wave RSX FI AT」を、4月17日から発売すると発表した。総排気量109cm3の4ストローク・エンジンを搭載し、ディスク式前輪制動装置を標準で装備する。希望小売価格は、ワイヤースポーク・ホイール採用車が付加価値税込2,659万VND、キャスト・ホイール採用車が付加価値税込2,759万VND。
10月3日に「Wave 110S」と「Wave 110RS」を一部改良し発売した。「Wave 110S」、「Wave 110RS」はともにセルフ式（キック式併設）始動装置を、「Wave 110RS」はディスク式前輪制動装置も標準で装備する。希望小売価格は付加価値税込みで、「Wave 110S」はドラム式前輪制動装置及びワイヤースポーク・ホイール装着車が1,549万VND、ディスク式前輪制動装置及びワイヤースポーク・ホイール装着車が1,649万VND、「Wave 110RS」はワイヤースポーク・ホイール装着車が1,649万VND、キャスト・ホイール装着車が1,799万VND。
2011年
1月12日に「Wave Alpha」を一部改良し発売した。希望小売価格は付加価値税込みで1,419万VND。
8月8日に「Wave 110S」と「Wave 110RS」を一部改良し発売した。希望小売価格は付加価値税込みで、「Wave 110S」はドラム式前輪制動装置及びワイヤースポーク・ホイール装着車が1,679万VND、ディスク式前輪制動装置及びワイヤースポーク・ホイール装着車が1,779万VND、「Wave 110RS」はワイヤースポーク・ホイール装着車が1,799万VND、キャスト・ホイール装着車が1,949万VND。
12月16日には特別な塗色を施した「Wave 110S phiên bản đặc biệt 2012」を発売した。ワイヤースポーク・ホイールを装着する。価格は、ドラム式前輪制動装置装着車が1,699万VND、ディスク式前輪制動装置装着車が1,799万VND。
12月26日に「Wave Alpha」を一部改良し発売した。希望小売価格は付加価値税込みで1,575万VND。
2012年
3月8日に「Wave 110RSX」を一部改良し、同月24日から発売すると発表した。セルフ式（キック式併設）始動装置、ディスク式前輪制動装置は標準で装備。希望小売価格は付加価値税込みで、ワイヤースポーク・ホイール装着車が1,979万VND、キャスト・ホイール装着車が2,129万VND。
2013年
4月28日に「Wave 110S」と「Wave 110RS」を一部改良し発売した。同時に「Wave 110S Deluxe」が追加されるとともに、新たに蒸発性燃料蒸気の排出制御システムが搭載された。「Wave 110S」、「Wave 110S Deluxe」、「Wave 110RS」はともにセルフ式（キック式併設）始動装置を、「Wave 110RS」はディスク式前輪制動装置も標準で装備する。希望小売価格は付加価値税込みで、「Wave 110S」はドラム式前輪制動装置及びワイヤースポーク・ホイール装着車が1,779ディスク式前輪制動装置及びワイヤースポーク・ホイール装着車が1,879万VND、「Wave 110S Deluxe」はドラム式前輪制動装置及びワイヤースポーク・ホイール装着車が1,799万VND、ディスク式前輪制動装置及びワイヤースポーク・ホイール装着車が1,899万VND、「Wave 110RS」はワイヤースポーク・ホイール装着車が1,899万VND、キャスト・ホイール装着車が2,049万VND。
5月7日に「Wave 110RSX」を一部改良し発売した。セルフ式（キック式併設）始動装置、ディスク式前輪制動装置は標準で装備。希望小売価格は付加価値税込みで、ワイヤースポーク・ホイール装着車が2,049万VND、キャスト・ホイール装着車が2,199万VND。
6月9日に「Wave Alpha」を一部改良し発売した。蒸発性燃料蒸気排出制御システムを搭載した。希望小売価格は付加価値税込みで1,699万VND。
2014年
2月28日に「Wave 110RSX」を大幅改良し発売した。電子制御燃料噴射装置（PGM-FI）搭載車「Wave 110RSX FI」が追加された。セルフ式（キック式併設）始動装置は標準で装備。希望小売価格は付加価値税込みで、キャブレター搭載車「Wave 110RSX」はドラム式前輪制動装置及びワイヤースポーク・ホイール装着車が1,949万VND、ディスク式前輪制動装置及びワイヤースポーク・ホイール装着車が2,049万VND、ディスク式前輪制動装置及びキャストホイール装着車が2,199万VND。電子制御燃料噴射装置（PGM-FI）搭載車「Wave 110RSX FI」はドラム式前輪制動装置及びワイヤースポーク・ホイール装着車が2,149万VND、ディスク式前輪制動装置及びワイヤースポーク・ホイール装着車が2,249万VND、ディスク式前輪制動装置及びキャストホイール装着車が2,399万VND。
ミャンマーへ4月4日から「Wave Alpha」の輸出を開始し、2014年は約8,000台が輸出された。
2015年
3月8日に「Wave 110 RSX」の塗色を変更し発売した。希望小売価格は据え置かれた。
11月5日には「Wave Alpha」を一部改良し発売した。希望小売価格は付加価値税込みで1,699万VND。
2015年の「Wave Alpha」、「Wave 110S」、「Wave 110 RSX」のシリーズ3車の合計販売台数は648,511台だった。
ミャンマーへの「Wave Alpha」の輸出は35,000台だった。
2016年
10月20日に「Wave RSX FI 110」を一部改良し発売した。EU圏内統一排出ガス規制のEURO3に対応している。希望小売価格は、ドラム式前輪制動装置及びワイヤースポーク・ホイール採用車が付加価値税込2,149万VND、ディスク式前輪制動装置及びワイヤースポーク・ホイール採用車が付加価値税込2,249万VND、ディスク式前輪制動装置及びキャスト・ホイール採用車が付加価値税込2,449万VND。
この年のミャンマーへの「Wave Alpha」の輸出は、66,000台だった。
2017年
1月6日に「Wave Alpha 110cc」を一部改良し、1月18日から発売すると発表した。EU圏内統一排出ガス規制のEURO3に対応している。価格は1,779万VND。
12月4日には「Wave Alpha 110cc」と「Wave RSX FI 110」を、一部改良し販売すると発表した。
2018年
7月15日に、「Wave Alpha 110cc」に特別な塗色を施した限定車を、8月7日から発売すると発表した。販売総数は5,000台で、希望小売価格は1,799万VND。
12月27日に「Wave Alpha 110cc」を一部改良し2019年1月5日から発売すると発表した。希望小売価格は据え置きの1,779万VND。
この年のカブタイプでのベストセラーは「Wave Alpha 110cc」で、HVNの総販売台数の18％となる456,725台だった。
2019年
9月3日に「Wave RSX FI 110」を一部改良し同月10日から発売すると発表した。前照灯の自動点灯機能を装備した。希望小売価格は、ドラム式前輪制動装置及びワイヤースポーク・ホイール採用車が付加価値税込2,169万VND、ディスク式前輪制動装置及びワイヤースポーク・ホイール採用車が付加価値税込2,269万VND、ディスク式前輪制動装置及びキャスト・ホイール採用車が付加価値税込2,469万VND。
この年のカブタイプでのベストセラーは「Wave Alpha 110cc」で、HVNの総販売台数の18％となる459,216台だった。
2020年
9月28日に「Wave Alpha 110cc」を一部改良し、10月10日から発売すると発表した。前照灯の自動点灯機能を装備した。希望小売価格は1,779万VND。
11月3日に「Wave RSX FI 110」を一部改良し、同月16日から発売すると発表した。希望小売価格は、ドラム式前輪制動装置及びワイヤースポーク・ホイール採用車が付加価値税込2,169万VND、ディスク式前輪制動装置及びワイヤースポーク・ホイール採用車が付加価値税込2,269万VND、ディスク式前輪制動装置及びキャスト・ホイール採用車が付加価値税込2,469万VND。
この年のカブタイプでのベストセラーは「Wave Alpha 110cc」で、HVNの総販売台数の15.7％となる396,943台だった。
2021年
7月1日に「Wave Alpha 110cc」と「Wave RSX FI 110」の希望小売価格を改定した。「Wave Alpha 110cc」は1,789万VND。「Wave RSX FI 110」は、ドラム式前輪制動装置及びワイヤースポーク・ホイール採用車が2,179万VND、ディスク式前輪制動装置及びワイヤースポーク・ホイール採用車が2,279万VND、ディスク式前輪制動装置及びキャスト・ホイール採用車が2,479万VND。
10月9日には、サッカーのベトナム代表チームのカラーを施した「Wave Alpha 110cc」を、同月23日から限定販売すると発表した。推奨小売価格は1,839万VND。
この年のカブタイプでのベストセラーは「Wave Alpha 110cc」で、HVNの総販売台数の18.9％となる376,514台だった。
2022年
4月1日に「Wave Alpha 110cc」と「Wave RSX FI 110」の希望小売価格を改定した。原材料費高騰を理由としている。改定した希望小売価格は税別で、「Wave Alpha 110cc」が17,859,273VND、「Wave RSX FI 110」の、ドラム式前輪制動装置及びワイヤースポーク・ホイール採用車が21,688,363VND、ディスク式前輪制動装置及びワイヤースポーク・ホイール採用車が22,670,182VND、ディスク式前輪制動装置及びキャスト・ホイール採用車が24,633,818VNDだが、2022年7月末の代理店店頭価格は、「Wave Alpha 110cc」が3割ほど、「Wave RSX FI 110」は2割ほど高騰している。

#### リコール
- HVNは2012年9月25日に、一部の2012年型「Wave 110 RSX」を対象に、無償点検を行うと発表した。不具合が発生した部位はテール・ライト・ワイヤ・アセンブリで、誤った結線が行われた可能性がある[161]。該当する車両が製作された期間は、2012年3月15日から同年8月20日で、対象台数は158,950台となる[161]。

### フィリピン
フィリピン共和国においては、本田技研工業のフィリピンにおける自動二輪車生産・販売現地法人であるホンダフィリピンズ・インコーポレーテッド（英: Honda Philippines Inc.・HPI）が、製造販売している。2022年5月現在の販売車種は「Wave110 Alpha」、「Wave110」及び「Wave110R」である。
2002年
6月に、本田技研工業のベトナムにおける合弁会社であるホンダベトナムカンパニー・リミテッド（越: Công ty Honda Việt Nam・HVN）は、フィリピン向けに「Wave α」をノックダウン・キットとして輸出を開始すると発表、同国への同年の輸出は7,000台を見込んでいるとした。組み立てはHPIが担う。
2004年
1月にHVNは、2003年のフィリピンへの「Wave α」の輸出台数が32,000台だったと発表した。
2009年
11月21日に「Wave Dash」を発表した。総排気量110.1ccの4ストローク・エンジン、セルフ式（キック式併設）始動装置、ディスク式前輪制動装置及びキャスト・ホイールを標準で採用し、価格は59,800.00PHPである。
2014年
2月21日に「Wave 110 Alpha」を発表した。EU圏内統一排出ガス規制のEURO2に対応している。総排気量110.16ccの4ストローク・エンジン、セルフ式（キック式併設）始動装置、ドラム式前輪制動装置を照準で装備する。希望小売価格は、ワイヤースポーク・ホイール採用車が44,900.00PHP、キャスト・ホイール装着車が46,800.00PHPである。
5月14日に「Wave 125」を大幅改良し、販売呼称を「Wave 125 Alpha」に改め発表した。EU圏内統一排出ガス規制のEURO2に対応した。ディスク式前輪制動装置及びキャスト・ホイールを標準で装備する。価格は55,000PHP。
5月に「Wave 125 Alpha」のラインオフ式を行った。
2017年
3月24日からマニラで開催された見本市Inside Racing: Bike Festival & Trade Showで、「Wave 110」の大幅改良を発表した。EU圏内統一排出ガス規制のEURO3に対応している。価格は、ドラム式前輪制動装置採用車が56,900PHP、ディスク式前輪制動装置採用車が60,900PHP。
2020年
本田技研工業のフィリピンにおける現地法人で構成する基金であるホンダファウンデーション・インク（英: Honda Foundation Inc.）は、新型コロナウイルス感染拡大下においてフィリピン赤十字社（英: Philippine Red Cross）を支援するため、同社に「Wave 110 Alpha」52台など総計104台の自動二輪車を寄贈した。このことでホンダファウンデーション・インクは、2022年にThe Society of Philippine Motoring Journalists（SPMJ）から、5th SPMJ Driven to Serve Awardsを受賞した。
2022年
HPIは7月29日、Makina Moto Show 2022に大幅改良した「Wave RSX」を展示し、8月から発売すると発表した。価格は、ドラム式前輪制動装置採用車が61,900PHP、ディスク式前輪制動装置採用車が64,900PHPである。

### ミャンマー
ミャンマー連邦共和国における本田技研工業の販売代理店であるNCXミャンマー（英: NCX Myanmar Co., Ltd）が、2022年7月現在で「Wave 110i」及び「Wave 125i」を販売している。
本田技研工業のベトナムにおける合弁会社であるホンダベトナムカンパニー・リミテッド（越: Công ty Honda Việt Nam・HVN）から、2014年4月4日に「Wave Alpha 110cc」の輸入を始め、その年の輸入台数は約8,000台。2015年には約35,000台、2016年には約66,000台に達した。

### ラオス
ラオス人民民主共和国のヴィエンチャンにある販売店J.B. Honda（ラーオ語: ເຈ.ບີ. ຮອນດ້າ）では、2022年7月現在で「WAVE 110」、「WAVE 110S」及び「WAVE 110i」を販売している。

### 中国
中華人民共和国における本田技研工業の合弁会社である新大洲本田摩托有限公司（中: 新大洲本田摩托有限公司・SDH）が、2022年7月現在で「Wave 110S」及び「Wave 110T」を製造販売している。
2002年6月14日に、新型自動二輪車「威武（英: Wave・SDH100-41）」の生産を天津工場で開始し、中国国内で同年7月1日に発売すると発表した。年間販売計画台数は10万台である。
2003年4月21日に、ナイジェリア連邦共和国及びトルコ共和国へ、完成車が輸出された。SDHによるスーパーカブ・シリーズの初輸出となった。
2005年9月16日から、コロンビア共和国へノックダウン・キットの輸出が始まった。SDHによるノックダウン・キットの初輸出となった。
「威武100（SDH100-41）」のエンジンを改良し、EU圏内統一排出ガス規制のEURO2に対応させた「威武100（SDH100-41A）」を発売した。さらに、「威武100（SDH100-41A）」の装備を簡略化し安価とした、新大洲ブランドの「威武100（SDH100-41C）」も発売された。
「威武100（SDH100-41A）」のエンジンを改良し、中国独自の排出ガス規制である自動二輪車・原動機付き自転車の排気ガス濃度排出制限値及び測量方法（中国第3段階）（中: 摩托车和轻便摩托车排气烟度排放限值及测量方法（中国第三阶段））に対応させ、外装の意匠も一部変更した「威武100（SDH100-43）」を発売した。さらに、「威武100（SDH100-43）」の装備を簡略化し安価とした、新大洲ブランドの「威武100（SDH100-43A）」
、外装や装備は「威武100（SDH100-41C）」のまま、エンジンのみ「威武100（SDH100-43）」と同じ自動二輪車・原動機付き自転車の排気ガス濃度排出制限値及び測量方法（中国第3段階）に対応のエンジンに換装させた、新大洲ブランドの「威武100（SDH100-41E）」も発売された。
SDHは、2012年10月10日に天津工場で「威武100（SDH100-43）」を大幅改良した「威武110（SDH110-19）」を、ラインオフ式を兼ね発表し、同日に開幕した第11回重慶モーターサイクルショー（中: 第十一届中国国际摩托车博览会）で展示した。4ストローク単気筒OHCエンジンの総排気量を約110ccに拡大、電子制御燃料噴射装置（PGM-FI）を搭載し自動二輪車・原動機付き自転車の排気ガス濃度排出制限値及び測量方法（中国第3段階）に対応している。
2012年12月に、SDHによる「Wave」の輸出が累計30万台を超えた。
2015年には「Wave 110S」を大幅改良し発売した。
2019年6月8日には、中国独自の排出ガス規制であるバイク汚染物排出上限値及び測量方法（中国第4段階）（中: 摩托车污染物排放限值及测量方法（中国第四阶段））に対応する「Wave 110S（SDH110-21）」及び「Wave 110T（SDH110-22）」を発売した。
2021年6月8日に開催した新大洲本田2021年新製品発表会（中: 新大洲本田2021新品发布会）で、全面改良した「Wave 110S（SDH110-23）」及び「Wave 110T（SDH110-25）」を発表した。新設計のフレームにより、燃料タンクの容量は3.7Lから4.8Lに、座席下の「座桶」と呼ばれる収納空間の容量は3.2Lから7.8Lに拡大され、ロング・ストローク化した「Honda全球统一的动力平台」と呼ばれる新エンジンに換装している。

### カンボジア
カンボジア王国における本田技研工業の販売代理店であるN.C.X., Co., Ltd.（クメール語: អិន ស៊ី អិច ខូអិលធីឌី）が、2022年7月現在「WAVE110（クメール語: វេវ១១០・AFB110MDN）」を販売している。

### マレーシア
マレーシアにおいては、本田技研工業の合弁会社である文秀ホンダ・エスディーエヌ・ピーエイチディー（英: Boon Siew Honda Sdn.Bhd）が製造販売している。2022年1月現在の販売車種は「Wave Alpha」と「Wave 125i」である。

#### Wave Alpha
2006年に「Wave 100」を発売した。
2011年2月27日までに、Malaysian Cub Prix Championshipの「Wave 110」を用いたワン・メイク・クラスであるHonda Wave Junior Challenge Cup 2011出場者の選抜を行うと発表した。
2011年12月28日に「Wave 110」を一部改良し発表した。価格は、R variantが4,771.00MRY、RS variantが5,228.00MRYである。
2012年3月4日までに、Malaysian Cub Prix Championship|enの「Wave 110」を用いたワン・メイク・クラスであるHonda Wave Junior Challenge Cup 2012出場者の選抜を行うと発表した。
2013年5月28日に「Wave 110」を大幅改良し発売した。EU圏内統一排出ガス規制のEURO2に対応している。価格は、キック式始動装置、ドラム式前輪制動装置及びワイヤースポーク・ホイール装着車のS variantが3,898.00MRY、セルフ式（キック式併設）始動装置、ディスク式前輪制動装置及びキャスト・ホイール装着車のDX variantが4,498.00MRYである。
2015年11月17日に「Wave 110」を一部改良し、2016年型「Wave Alpha」として発売すると発表した。総排気量109.1cm3でセルフ式（キック式併設）始動装置を標準で装備する。価格は、ドラム式前輪制動装置及びワイヤースポーク・ホイール装着車（AFS110MDG）が税込4,132.94MRY、ディスク式前輪制動装置及びキャスト制動装置及びキャスト・ホイール装着車（AFS110MCSG）が税込4,556.94MRYである。
2017年2月28日に「Wave Alpha」を大幅改良し発表した。EU圏内統一排出ガス規制のEURO3に対応している。価格は、ドラム式前輪制動装置及びワイヤースポーク・ホイール装着車（AFS110MD）が税込4,535.74MRY、ディスク式前輪制動装置及びキャスト制動装置及びキャスト・ホイール装着車（AFS110MCS）が税込4,927.94MRYである。
2017年7月10日にHonda Wave Alpha Challenge提供車と同じカラーを施した「Wave Alpha」を発売した。Honda Wave Alpha Challengeは、Malaysian Cub Prix Championship|enの「Wave Alpha」を用いたワン・メイク・クラスである。価格は税込5,086.94MRY。
2019年1月13日に「Wave Alpha」を塗色変更し発売した。本体価格は、ドラム式前輪制動装置及びワイヤースポーク・ホイール装着車が4,275.00MRY、ディスク式前輪制動装置及びキャスト制動装置及びキャスト・ホイール装着車が4,516.00MRYである。
2019年12月に「Wave Alpha」を一部改良し発売すると発表した。本体価格は、ドラム式前輪制動装置及びワイヤースポーク・ホイール装着車が4,339.00MRY、ディスク式前輪制動装置及びキャスト・ホイール装着車が4,589.00MRYである。
2022年3月11日に「Wave Alpha」のドラム式前輪制動装置及びワイヤースポーク・ホイール装着車の本体価格を改定し4,312.00MRYに値下げした。ディスク式前輪制動装置及びキャスト・ホイール装着車の本体価格は4,589.00MRYで変わらない。

#### Wave 125i
2012年7月に「Wave 125X Ultimo（AFP125）」の後継機種として「Future（AFS125）」を発売した。
2017年4月27日に「Future（AFS125）」を改良し、販売呼称を「Wave 125i（AFS125）」に改め発売した。総排気量124.9ccでセルフ式（キック式併設）始動装置を標準で装備する。推奨価格は、ドラム式後輪制動装置装着車（AFS125MCSH）が税込6,263.54MRY、ディスク式後輪制動装置装着車（AFS125MCRH）が税込6,549.74MRY。
2018年11月に「Wave 125i」を一部改良し発売した。推奨価格は、ドラム式後輪制動装置装着車（AFS125MCSK）が税別5,999.00MRY、ディスク式後輪制動装置装着車（AFS125MCRK）が税別6,299.00MRY。
2021年3月5日から「Wave 125i」を一部改良し発売すると発表した。EU圏内統一排出ガス規制のEURO4に対応している。価格はディスク式後輪制動装置装着車（AFS125MCRM）が税別6,499.00MRY。後輪制動装置はディスク式のみとなりドラム式装着車は廃された。

#### Wave Dash Fi
2011年4月28日に新機種「Wave Dash」の発売を発表した。総排気量109.1ccの単気筒エンジンにディスク式前輪制動装置及びキャスト・ホイールを標準で備える。推奨乗り出し価格は、キック式始動装置装着車のRS Modelが4,998.00MRY、セルフ式（キック式併設）始動装置装着車のRSR Modelが5,268.00MRYである。
2011年10月19日に「Wave Dash SE」の発売を発表した。総排気量109.1ccの単気筒エンジンにセルフ式（キック式併設）始動装置を備える。価格は5,368.00MRY。
2013年9月5日に「Wave Dash」を一部改良し発売した。カブタイプとして初となるチューブレス・タイヤを採用した。ディスク式前輪制動装置を標準で装備する。価格は、ドラム式後輪制動装置装着の「Wave Dash S」が5,029.00MRY、ディスク式後輪制動装置装着の「Wave Dash R」が5,289.00MRY、「Wave Dash R」のRepsol designが5,419.00MRY。
2016年1月15日に「Wave Dash Fi」を大幅改良し発売した。燃料タンクを4Lに増量した。価格は、ドラム式後輪制動装置装着車のS variantが税別5,299.00MRY、ディスク式後輪制動装置装着車のR variantが税別5,549.00MRY、ロードレース世界選手権シリーズのMotoGPクラスに出場しているレプソル・ホンダ・チームのカラーを施したEdisi Repsolが税別5,699.00MRYである。
2017年2月7日に「Wave Dash Fi」の限定塗色車Edisi Terhadを発売した。価格は、ドラム式後輪制動装置装着車のS Typeが税込5,775.94MRY、ディスク式後輪制動装置装着車のR Typeが税込6,040.94.00MRY。
2017年3月21日に「Wave Dash Fi」を一部改良し発売した。EU圏内統一排出ガス規制のEURO3に対応している。価格は、ドラム式後輪制動装置装着車のS Typeが税別5,860.00MRY、ディスク式後輪制動装置装着車のR Typeが税別6,178.00MRY、Edisi Repsolが税別6,337.00MRYである。
2018年7月16日に「Wave Dash Fi（AFP110）」の後継機種として「Dash 125（AFP125）」を発売した。Malaysian Cub Prix Championship|enのワン・メイク・クラスであるHonda Wave Alpha Challengeは、「Dash 125」が「Wave Alpha」に代わって用いられることとなり、Honda Dash 125 Challengeに改名されることとなった。

### モルディブ
モルディブ共和国における本田技研工業の販売代理店であるSheesha Pvt. Ltd.が、2022年8月現在で「WAVE 125i（AFS125CSFM-AD）」を販売している。総排気量124.89ccの4ストローク・エンジンを搭載し、セルフ式（キック式併設）始動装置、ディスク式前輪制動装置及びキャスト・ホイールを標準で装着する。

### バングラデシュ
バングラデシュ人民共和国では、本田技研工業の現地法人であるバングラデシュホンダプライベート・リミテッド（英: Bangladesh Honda Private Ltd.）が、2015年3月から2018年末まで「Wave Alpha」を販売していた。

## 中南米

### コロンビア
コロンビア共和国では販売代理店のファナルカ（西: FANALCA S.A.）が、2022年7月現在で「WAVE 110S」を販売している。「WAVE 110S」は総排気量は109.1ccで、ディスク式前輪制動装置及びキャスト・ホイールを装着する。
「Wave 100」は2003年に発売され、2014年に「Wave 110」、2017年末には「WAVE 110S」に更新された。2005年から中国よりノックダウン・キットが輸入され、ファナルカが組み立てを行っている。

### パラグアイ
パラグアイ共和国では販売代理店のDiesa s.a.が、2022年7月現在で「Wave 110S」を販売している。「Wave 110S」は総排気量は109ccで、ディスク式前輪制動装置及びキャスト・ホイールを装着する。

### アルゼンチン
アルゼンチン共和国では、本田技研工業の現地法人であるホンダモトール・デ・アルヘンティーナ・エス・エー（西: Honda Motor de Argentina S.A.・HAR）が、2022年7月現在で「WAVE 110S」及び「WAVE 110S DX」を組立・販売している。ノックダウン・キットは中国より輸入している。
2007年10月に、それまで輸入していた「Wave NF100」を、国内工場で生産される2番目の機種として、11月から発売すると発表した。2008年型とされ、総排気量97.1ccの4ストローク・エンジンを搭載し、セルフ式（キック式併設）始動装置、ディスク式前輪制動装置及びキャスト・ホイールを標準で装着する。希望価格は4,831ARS。
2009年6月に2009年型「Wave NF100」を発売すると発表した。ドラム式前輪制動装置及びワイヤースポーク・ホイール装着のBaceとディスク式前輪制動装置及びキャスト・ホイールのFullの2種がある。
2010年10月に「Wave Serie II」を新発売すると発表した。国外生産車で、総排気量97.1cm3のOHVエンジンを搭載し、セルフ式（キック式併設）始動装置、ドラム式前輪制動装置及びキャスト・ホイールを標準で装着する。
HARは2012年1月に、2006年から始めた自動二輪車の国内生産が累計20万台に達し、そのうち「Wave」が113,159台を占めたと発表した。
2012年の「Wave NF100」の年間新車販売台数は、車種別で1位となる46.000台以上だった。
2013年11月には「Wave NF100」を大幅改良し、販売呼称を「Wave 110」に改め発売すると発表した。セルフ式（キック式併設）始動装置、ドラム式前輪制動装置及びワイヤースポーク・ホイールを標準で装着する。
2013年の「Wave NF100」の年間新車販売台数は、車種別で1位となる46.408台だった。
2017年5月に大幅改良した「Wave 110S」を発売すると発表した。ブエノスアイレス州のカンパーナ工場で生産され、セルフ式（キック式併設）始動装置、ドラム式前輪制動装置及びワイヤースポーク・ホイールを標準で装着する。希望価格は22,600ARS。
2018年の「Wave 110S」の年間新車販売台数は、車種別で2位となる38,112台だった。
2019年の「Wave 110S」の年間新車販売台数は、車種別で1位となる28,938台だった。
2020年の「Wave 110」の年間新車販売台数は、車種別で1位となる29,729台だった。
2021年の「Wave 110」の年間新車販売台数は、車種別で1位となる38,824台だった。

### ペルー
ペルー共和国では、本田技研工業の現地法人ホンダ・デル・ペルー・エス・エー（西: Honda del Peru S.A.・HDP）が、2022年7月現在で「Wave 110S」及び「Wave 110S CD」を生産販売している。
2018年5月時点で販売されていた「WAVE110S」は、コースト地域と呼ばれる太平洋側には、中国からの完成車を、そのほかの内陸地域は、HDPの二輪車生産子会社であるホンダ・セルバ・デル・ペルー・エス・エー（西: Honda Selva del Peru S.A.）が中国からのノックダウン・キットを組み立てて、販売されていた。
2016年に「Wavw 100」から「Wave 100S」に切り替えられ、コースト地域と呼ばれる太平洋側では同年8月から、そのほかの内陸地域は同年11月から販売された。
2017年の「Wave 110S」の年間新車販売台数は、車種別で1位となる6,694台だった

### メキシコ
メキシコ合衆国では、本田技研工業の現地法人であるホンダ・デ・メキシコ・エス・エー・デ・シー・ブイ（西: Honda de Mexico S.A. de C.V.・HDM）が、2022年7月現在で「WAVE 110S」を生産販売している。「WAVE 110S」は総排気量は109.1ccで、ディスク式前輪制動装置及びキャスト・ホイールを装着する。
HDMは「WAVE」を2017年から生産している。

### コスタリカ
コスタリカ共和国では販売代理店のSociedad Anonima de Vehiculos Automotores S.A.が、2022年7月現在で「WAVE 110S」を販売している。「WAVE 110S」は総排気量は109.1ccで、ディスク式前輪制動装置及びキャスト・ホイールを装着する。

### ニカラグア
ニカラグア共和国では販売代理店のENIMOSAが、2022年7月現在で「Wave-100S」を販売している。「Wave-100S」は総排気量は109.1ccで、ディスク式前輪制動装置及びキャスト・ホイールを装着する。

### ボリビア
ボリビア多民族国では販売代理店のHonda Boliviaが、2022年7月現在で「Wave 100S」を販売している。「Wave 100S」は総排気量は109cm3で、ディスク式前輪制動装置及びキャスト・ホイールを装着する。

### ウルグアイ
ウルグアイ東方共和国では販売代理店のNanvel S.A.が、2022年7月現在で「Wave 110S」を販売している。「Wave 110S」は総排気量は109.1ccで、ディスク式前輪制動装置及びキャスト・ホイールを装着する。

### ホンジュラス
ホンジュラス共和国では販売代理店のDIDEMO S.A.が、2022年7月現在で「Waveup S」を販売している。「Waveup S」は総排気量は109.1ccで、ディスク式前輪制動装置及びキャスト・ホイールを装着する。

### ガイアナ
ガイアナ共和国では販売代理店のMarics and Company Limitedが、2022年7月現在で「WAVE 110S」を販売している。「WAVE 110S」は総排気量は109.1ccで、ディスク式前輪制動装置及びキャスト・ホイールを装着する。

## 欧州
本田技研工業の英国現地法人で欧州地域を統括するホンダモーターヨーロッパ・リミテッド（英: Honda Motor Europe Ltd.）は、2011年11月にミラノで開催された見本市EICMA（伊: Esposizione Internazionale Ciclo Motociclo e Accessori）で、2002年末から輸入してきた本田技研工業のタイ現地法人であるタイホンダマニュファクチュアリングカンパニー・リミテッド（泰: บริษัท ไทยฮอนด้า แมนูแฟคเจอริ่ง จำกัด）製の「ANF125i Innova（ANF125A）」の後継機種として、「Wave 110i（AFS1102SHC）」を販売すると発表した。「Wave 110i」は、総排気量109.1ccの空冷単気筒4ストローク・エンジンを搭載し、電子制御燃料噴射装置を備え、EU圏内統一排出ガス規制のEURO3に対応している。セルフ式（キック式併設）始動装置、ディスク式前輪制動装置及びキャスト・ホイールを標準で装着する。ドイツでの希望小売価格は引き渡し価格で1,790.00EUR。

## アフリカ

### ナイジェリア
ナイジェリア連邦共和国では、本田技研工業の二輪車生産販売子会社であるホンダ・マニュファクチュアリング・ナイジェリア（英: Honda Manufacturing (Nigeria) Ltd.）が、「WAVE 110」の生産をしていた。2003年4月21日から中華人民共和国より完成車輸入が始まり、やがてノックダウン・キットによる生産に切り替わった。

## 派生車種

### Supra
インドネシア共和国では、「Wave」と姉妹車である「Supra」を、1997年から製造・販売している。

### Biz
「Wave」を基に開発された「Biz」が、ブラジル連邦共和国では1998年から、メキシコ合衆国では2002年から製造販売されている。

### Future
ベトナム社会主義共和国では、「Wave 125」の仕様を現地に合わせ変更した「Future」を、1999年から生産・販売している。

### Karisma
インドネシア共和国では、「Wave 125」と兄弟車である「Karisma」を、2002年から製造・販売している。

### ANF 125 Innova

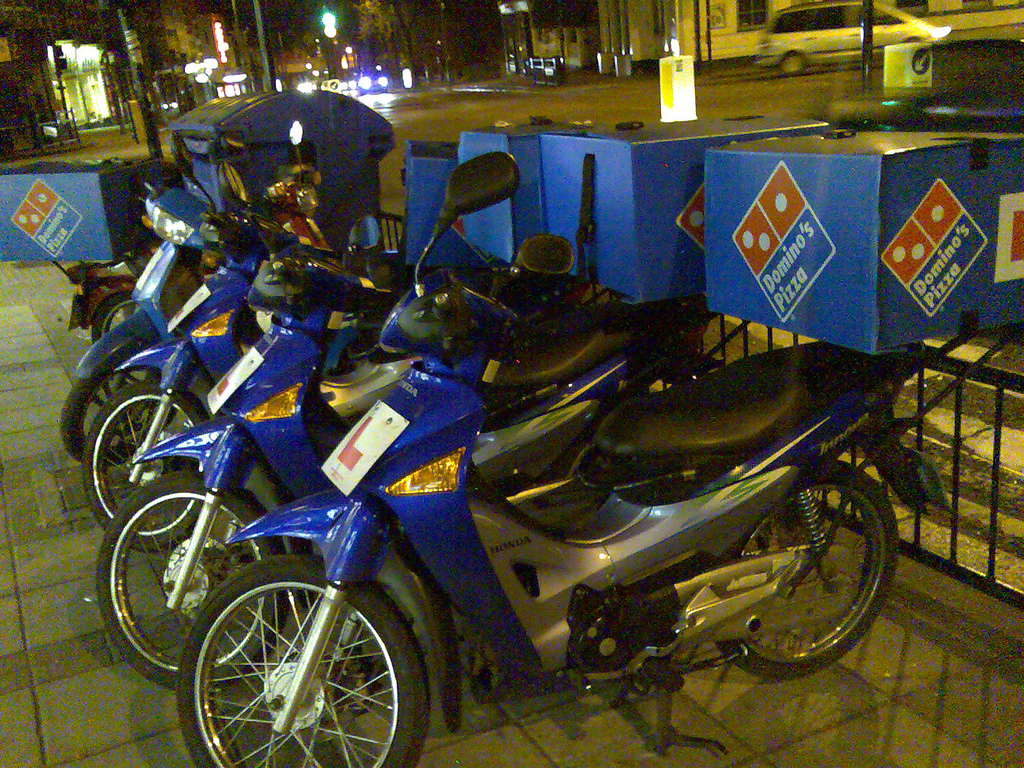
ロンドンでピザのデリバリーに用いられる「ANF125i Innova」。

欧州では、「Wave」の欧州仕様「ANF 125 Innova」を、2002年末から2011年までタイから輸入し販売していた。

### 新概念
中華人民共和国では、「威武（英: Wave）」と基本設計を同じくする「新概念（英: Deputy・SDH125-2）」を、2004年5月20日から製造、販売している。2005年6月15日からは、南アフリカ共和国での輸出販売が始まった。

### Revo
インドネシア共和国では、「Wave」と車台等を共用する「Revo」を、2007年から製造・販売している。

### Dream

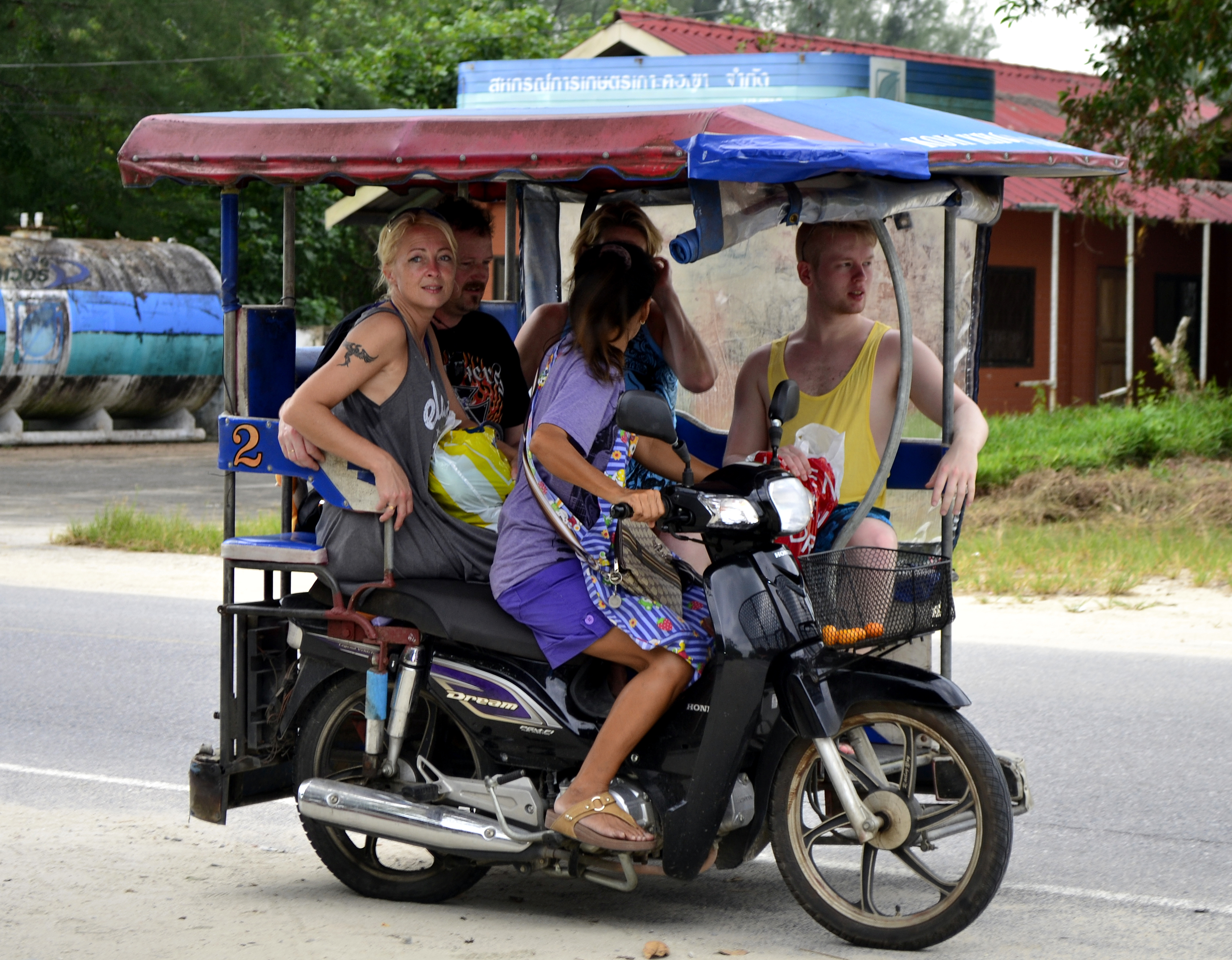
コーカオ島で乗合観光タクシーに用いられる「Dream 110i」。

タイ王国では、「Wave 110i」とフレームを同じくする「Dream 110i（ND110）」を、2011年（仏暦2554年）から販売している。また、ベトナム社会主義共和国では2013年から2017年まで「Super Dream」という販売呼称で、マレーシアでは2013年から「EX5 Dream 110」という販売呼称で、それぞれ「Wave 110i（ND110）」に小変更を加え、製造・販売している。

### スーパーカブ
「Dream 110i（ND110）」を日本国向けに大幅改造した「スーパーカブ50（英: Super Cub 50・AA04型）」及び「スーパーカブ110（英: Super Cub 110・JA10型）」を、中華人民共和国で製造し2012年から日本への輸出を開始した。両車は2017年に大幅改良され型式もAA09型及びJA44型に改まり、製造も熊本製作所に移管されている。タイ王国では2013年（仏暦2556年）から、「Dream 110i（NBC110）」の派生車種「Dream Super Cub（泰: ดรีม ซูเปอร์คับ สำหรับ・NBC110）」を販売している。

### C125
「スーパーカブ110（JA44型）」の車台を利用し開発された「C125（JA48型）」の製造販売を、タイ王国で2018年（仏暦2561年）3月から開始した。同車は主に「Super Cub C125」の販売呼称で輸出され、日本国では2018年（平成30年）9月から、ベトナム社会主義共和国及びインドネシア共和国では同年秋から、北米及びオーストラリア連邦では2019年1月から、大韓民国は2019年11月から、中華民国は2019年（民国108年）12月から、欧州では2021年から販売されている。

## 脚註

### 註釈
1. ↑  本田技研工業は邦文の書類にあっても英字で「Wave」と記載することが専らだが、「ウェーブ」と邦訳した例も存在する[1]。
2. ↑  タイ王国では、カブタイプの自動二輪車をファミリー・カー（泰: รถครอบครัว）と総称する[9][10]
3. 1 2 3  本田技研工業は、スーパーカブ・シリーズのフレーム（車台）を、低床バックボーン（英: low-floor backbone frame）と呼称している[11][12]。
4. 1 2  本田技研工業はタイにおける生産現地法人であった「บริษัท ไทยฮอนด้า แมนูแฟคเจอริ่ง จำกัด」を「タイホンダマニュファクチュアリングカンパニー・リミテッド」と邦訳している[15]。
5. ↑  本田技研工業はタイにおける販売現地法人であった「บริษัท เอ.พี. ฮอนด้า จำกัด」を「エー・ピー・ホンダカンパニー･リミテッド」と邦訳している[15]。
6. ↑  本田技研工業はタイにおける現地法人「สำหรับ บริษัท ไทยฮอนด้า จำกัด」を「タイホンダカンパニー・リミテッド」と邦訳している。「Wave」が新発売された1997年（仏暦2540年）当時は、生産は二輪車の生産現地法人である「タイホンダマニュファクチュアリングカンパニー・リミテッド（泰: บริษัท ไทยฮอนด้า แมนูแฟคเจอริ่ง จำกัด）[注 4]」が、販売は二輪車の販売現地法人である「エー・ピー・ホンダカンパニー･リミテッド（泰: บริษัท เอ.พี. ฮอนด้า จำกัด）[注 5]」が担っていた。両社は2021年（仏暦2564年）に合併し存続会社は「タイホンダマニュファクチュアリングカンパニー・リミテッド」となった[16]。同社は2022年（仏暦2565年）6月1日に「タイホンダカンパニー・リミテッド」社名変更した[16]。
7. 1 2  「中国ショック[29][30]」とは、ベトナムにおいて2000年から2002年に起きた安価な中国製模造車の大量流入を指す[31]。2000年前後から価格が四分の一程度の安価な中国製模造車が違法に販売されるようになり、1999年には販売数46万台に過ぎなかったベトナムの自動二輪車市場で2002年には中国製模造車だけで約150万台が売れた[31]。当局の取り締りや品質の悪さから中国製模造車は2003年には市場から消えたが、このことによりベトナムの自動二輪車市場は拡大され価格破壊が起こった[31]。
8. ↑  ベトナム社会主義共和国では、カブタイプの自動二輪車をセーソー（越: XE SỐ）と総称する[80][81]
9. ↑  本田技研工業はタイにおける現地法人「Công ty Honda Việt Nam」を「ホンダベトナムカンパニー・リミテッド」と邦訳している[86]。
10. ↑  プレス・リリースでは「Wave Alpha」と表記されるが、製品詳細のウェブ・ページでは「Wave α」のままである[122][123]。
11. 1 2  本田技研工業はフィリピンにおける自動二輪車生産・販売現地法人である「Honda Philippines Inc.」を「ホンダフィリピンズ・インコーポレーテッド」と邦訳している[86]。
12. ↑  本田技研工業はフィリピンにおける四輪自動車販売現地法人である「Honda Cars Philippines, Inc.」を「ホンダ・カーズ・フィリピン・インコーポレーテッド」と邦訳している[174]。
13. ↑  本田技研工業はフィリピンにおける部品生産現地法人である「Honda Parts Manufacturing Corp.」を「ホンダ・パーツ・マニュファクチュアリング」と邦訳している[175]。
14. ↑  本田技研工業は「Honda Foundation Inc.」を「ホンダファウンデーション・インク」と邦訳している[173]。「ホンダファウンデーション・インク」は、本田技研工業のフィリピンにおける現地法人のである「ホンダフィリピンズ・インコーポレーテッド（英: Honda Philippines Inc.）[注 11]」、「ホンダ・カーズ・フィリピン・インコーポレーテッド（英: Honda Cars Philippines, Inc.）[注 12]」、「ホンダ・パーツ・マニュファクチュアリング（英: Honda Parts Manufacturing Corp.）[注 13]」及び「Honda Trading Philippines Ecozone Corp.」で構成する共同出資基金である[176][177]。
15. ↑  日本国外務省は「Philippine Red Cross」を「フィリピン赤十字社」と邦訳している[178]。
16. ↑  日本国環境省は「摩托车和轻便摩托车排气烟度排放限值及测量方法」を「自動二輪車・原動機付き自転車の排気ガス濃度排出制限値及び測量方法」と邦訳している[195]。
17. ↑  スズキは「中国国际摩托车博览会」を「重慶モーターサイクルショー」と邦訳している[199]
18. ↑  人民日報社は「摩托车污染物排放限值及测量方法」を「バイク汚染物排出上限値及び測量方法」と邦訳している[203]。
19. ↑  マレーシアでは、カブタイプの自動二輪車をkapcaiと総称する[210][211]。
20. ↑  本田技研工業はマレーシアにおける合弁会社「Boon Siew Honda Sdn.Bhd」を邦文の書類にあっても英字で「Boon Siew Honda Sdn.Bhd」と記載することが専らだが、「文秀ホンダ・エスディーエヌ・ビーエイチディー」と邦訳した例もある[216]。
21. ↑  本田技研工業はバングラデシュにおける現地法人「Bangladesh Honda Private Ltd.」を「バングラデシュホンダプライベート・リミテッド」と邦訳している[251]。
22. ↑  日本国外務省は「FANALCA S.A.」を「ファナルカ」と邦訳している[254]。
23. ↑  本田技研工業はアルゼンチンにおける現地法人「Honda Motor de Argentina S.A.」を「ホンダモトール・デ・アルヘンティーナ・エス・エー」と邦訳している[262]。
24. ↑  本田技研工業はペルーにおける現地法人「Honda del Peru S.A.」を「ホンダ・デル・ペルー・エス・エー」と邦訳している[279]。
25. ↑  本田技研工業はペルーにおける生産子会社「Honda Selva del Peru S.A.」を「ホンダ・セルバ・デル・ペルー・エス・エー」と邦訳している[279]。
26. ↑  本田技研工業はメキシコにおける現地法人「Honda de Mexico S.A. de C.V.」を「ホンダ・デ・メキシコ・エス・エー・デ・シー・ブイ」と邦訳している[284]。
27. ↑  本田技研工業は英国現地法人で欧州地域を統括する「Honda Motor Europe Ltd.」を「ホンダモーターヨーロッパ・リミテッド」と邦訳している[294]。
28. ↑  本田技研工業はメキシコにおける現地法人「Honda Manufacturing (Nigeria) Ltd.」を「ホンダ・マニュファクチュアリング・ナイジェリア」と邦訳している[304]。
29. ↑  「C125」は主に「Super Cub C125」の販売呼称で輸出されたが、日本国では「スーパーカブ C125」[329]、北米では「Super Cub C125 ABS」[330]とされるなどの例もあった。
30. ↑  2021年3月にタイ王国で、EU圏内統一排出ガス規制（英語版）のEURO5に対応した「Super Cub C125（JA58型）」が発表され[338]、欧州への初輸出はJA58型となった[339]。そのほかの国への輸出も、順次JA58型に切り替えられ、インドネシア共和国では同年8月に[340]、日本国では同年9月に[341]、中華民国は同年（民国110年）9月に[342]、ベトナム社会主義共和国及び大韓民国では同年10月に[343]、北米では同年12月に[344]更新された。